# Xã Reynolds, Quận Todd, Minnesota
Xã Reynolds (tiếng Anh: Reynolds Township) là một xã thuộc quận Todd, tiểu bang Minnesota, Hoa Kỳ. Năm 2010, dân số của xã này là 662 người.